# Leialoha suttoniae
Leialoha suttoniae är en insektsart som beskrevs av Frederick Arthur Godfrey Muir 1922. Leialoha suttoniae ingår i släktet Leialoha och familjen sporrstritar. Inga underarter finns listade i Catalogue of Life.